# 배정지
배정지(裵廷芝, 1259년 ~ 1322년 6월 12일(음력 5월 27일))는 고려의 무신이다. 본관은 대구(大邱), 초명은 배공윤(裴公允), 자는 서한(瑞漢), 호는 금헌(琴軒)이다.

## 생애
아버지는 사후 증 통헌대부 민부전서(贈通憲大夫 民部典書)에 추증된 배영(裵瑩)이고, 어머니는 우계군부인 이씨(羽溪郡夫人 李氏)로 내시 양온령동정(良醞令同正)을 역임한 이신송(李臣松)의 딸이다.
그는 체구가 컸고 무략(武略)에 뛰어났다고 한다. 1265년(원종 6) 겨우 7살에 금위(禁衛)에 소속되어 도지(都知)가 되었고, 1270년(원종 11) 개경(開京)으로 환도할 때 12세의 나이로 충성을 다해 왕을 호종했으므로, 대정(隊正)에 보임되었다.
1291년(충렬왕 17) 별장(別將)으로서 만호(萬戶) 인후(印侯)를 따라 충청도 연기(燕岐)에서 합단적(哈丹賊)과 싸웠다. 원나라에서 패주한 합단은 고려를 침략하여 강원도 원주에 주둔하고 있었다.
이 때 배정지가 칼을 뽑고 말을 달리자 가는 곳마다 적병이 바람에 불리듯 쓰러졌는데, 화살이 날아와 아래 잇몸을 꿰뚫었으나 상처를 싸매고 다시 싸워 숱하게 적을 사로잡거나 베었다.
이 공으로 중랑장(中郞將)으로 뛰어올랐으며, 인후와 함께 원나라에 가서 황제를 만나니 황제가 그를 용사(勇士)라고 칭찬하며 백금(白金) 50냥을 하사하였다.
1305년(충렬왕 31) 양부(兩府)의 천거로 충청도찰방사(忠淸道察訪使)가 되었다가, 이듬해 전라도찰방사(全羅道察訪使)로 옮겼는데, 간교한 자들을 억누르고 고아나 홀아비 등 소외된 백성들을 잘 보살피니 그 일대가 편안해졌다.
이후 충선왕(忠宣王)조에 호군(護軍)에 임명되었다. 이후 홍신군호군(弘信軍護軍)에 임명되고, 이후 응양군호군(鷹揚軍護軍), 비순위대호군(備巡衛大護軍), 감문위상호군(監門衛上護軍), 좌우위상호군(左右衛上護軍) 등을 역임했으며, 전농사(典農司)와 유비창(有備倉)이 설치되었을 때 왕명으로 그 업무를 주관했다.
1318년(충숙왕 5) 제주(濟州)의 백성인 김성(金成), 사용(士用), 엄복(嚴卜) 등이 흉포한 무리들을 불러 모아 반란을 일으켜 성주(星主)와 왕자(王子)를 축출했는데, 이 때 배정지가 존무사(存撫使)로서 군대를 이끌고 제주에 파견되어, 반란군의 소굴을 쳐서 두목을 죽이고 나머지 무리들은 용서하자 서리와 백성들이 평안해졌다.
귀환한 후 밀직사부사(密直司副使) 통헌대부(通憲大夫)가 더해졌으나, 1321년(충숙왕 8) 당옥(黨獄)에 연루되어 곤장을 맞고 경상도 통영의 죽림(竹林)으로 유배되었다. 이 때 그의 차남인 전 별장 배천경(裴天慶)이 자신을 대신 보내달라 청했으나, 허락되지 않고 오히려 배천경까지 다른 곳으로 유배되었다.
유배지에서 돌아온 후에는 집문을 닫아걸고 병을 칭탁하며 매일 거문고와 바둑으로 소일했다. 그는 수염이 많고 머리털은 희었으며 키가 크고 장대하였다. 당대의 사람들은 모두 그의 군인으로서의 지략(智略)이 우수한 것에는 탄복했지만, 그가 관리로서의 유능한 점은 알아주지를 못했다.
이듬해(1322년) 5월 27일에 64세로 사망했다.

## 사후
『고려사』는 배정지를 그의 열전에서 이렇게 평가했다.
| “ | 사람들은 모두 그가 발휘한 군사적인 전략의 우수함을 인정했으나, 관리로서의 재능이 있는 줄은 알지 못했다. 개인적인 이익에 대한 말을 입 밖에 내지 않았으며, 집에는 조금의 돈도 없었다. | ” |

사후 묘지문(墓誌文)은 당시 진현관 대제학(進賢館大提學) 재직 중이던 이제현(李齊賢)이 짓고, 글씨는 박유(朴濡)가 썼다. 나주 초동사(草洞祠)에 제향되었다. 1797년(조선 정조 21) 나주 무열사(羅州 武烈祠)에, 1856년(철종 7) 경상남도 고성 마암의 수림서원(繡林書院)에 배향되었다. 1980년 3월 무안 태봉리에 세워진 태봉사에 배향되었다.

## 가족
※ 본인의 묘지명에 근거했다.
- 증조 - 배손적(裴孫迪) : 증(贈) 대호군(大護軍)
  - 조부 - 배인검(裴仁儉) : 증 응양군상호군(鷹揚軍上護軍)
    - 아버지 - 배영(裴瑩) : 증 민부전서(民部典書)
    - 어머니 - 우계군부인 이씨, 내시(內侍)·양온령동정(良醞令同正) 이신송(李臣松)의 딸
      - 동생 - 배정란(裴廷蘭)

    - 부인 - 낭장(郎將) 정승백(鄭承伯)의 딸
      - 장남 - 배성경(裴成慶)
      - 차남 - 배천경(裴天慶) : 계림부윤(鷄林府尹), 달성군(達成君)
      - 3남 - 배함경(裴咸慶)
      - 첫째 사위 - 오인경(吳仁景)
      - 둘째 사위 - 이홍택(李洪澤)

## 같이 보기
- 합단적의 난

## 전기 자료
- 『고려사』 권108, 「열전」21, 배정지
- 이제현, 「배정지 묘지명」(김용선 편, 『역주 고려 묘지명 집성 (하)』(개정중판), 한림대학교출판부, 2012)[7]